# 北布蘭奇 (明尼蘇達州)
北布蘭奇（英語：North Branch）是一個位於美國明尼蘇達州奇薩戈縣的城市。

## 人口
根據2020年美國人口普查的數據，北布蘭奇的面積為93.33平方千米，當中陸地面積為92.20平方千米，而水域面積為1.13平方千米。當地共有人口10787人，而人口密度為每平方千米116人。